# Hinrich van Hacheden
Hinrich van Hacheden († 1403) war ein Lübecker Kaufmann und Ratsherr.

## Leben
Hinrich van Hacheden wurde 1382 in den Lübecker Rat erwählt und vertrat die Stadt auf mehreren Hansetagen. Er war Mitglied der Schonenfahrer und der Zirkelgesellschaft. Hacheden stiftete der Lübecker Marienkirche eine Vikarie.
Er bewohnte 1372–1380 das Haus seines Vaters, des Lübecker Bürgers Johann van Hacheden, in der Fischstraße 38, dann nach Fehling das nicht nachweisbare Haus seines Schwiegervaters, des Lübecker Bürgers von Westphalen, und ab 1388 das Haus Breite Straße 41.
Er war der Großvater des Ratsherrn Heinrich von Hachede. Der Ratsherr Johann Lange war sein Schwager.